# Минчотти, Эстер
Э́стер Ку́нико Минчо́тти ( Esther Minciotti; 20 мая 1888, Турин — 15 апреля 1962[…], Джэксон-Хайтс, Нью-Йорк) — итальянская и американская актриса

 театра, кино и телевидения.

## Биография

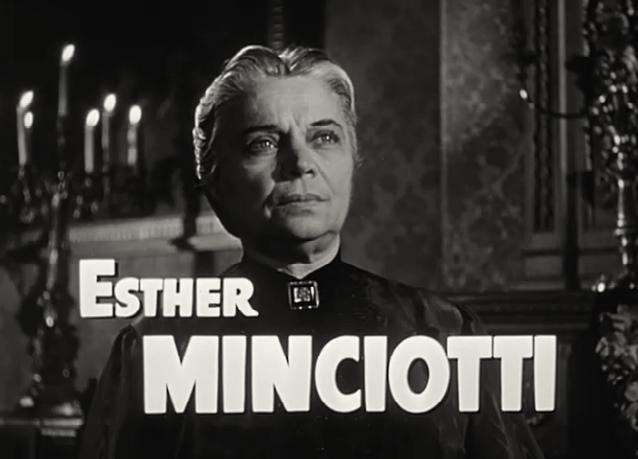

Родилась 20 мая 1888 года в Турине в театральной семье Оресте Кунико и Эрнесты Соразио Кунико. Семья Кунико эмигрировала в США в 1894 году и обосновалась в Нью-Йорке. В 1949-1950 годах играла в театрах Бродвея. 
С 1949 по 1956 год снялась в восьми американских фильмах. На телевидении участвовала в пяти сериалах 1950-х годов.

## Фильмография
- 1949: Стойкость — миссис Мэрат
- 1949: Сыщик — Мария Рокко
- 1949: Дом незнакомцев — Тереза Монетти
- 1951: Strictly Dishonorable
- 1955: Марти — миссис Пилетти
- 1955: Murder in Villa Capri
- 1956: Не тот человек
- 1956: Full of Life